# Belonogaster ambico
Belonogaster ambico är en getingart som beskrevs av Hensen och Blommers 1987. Belonogaster ambico ingår i släktet Belonogaster och familjen getingar. Inga underarter finns listade.